# 1506 w polityce

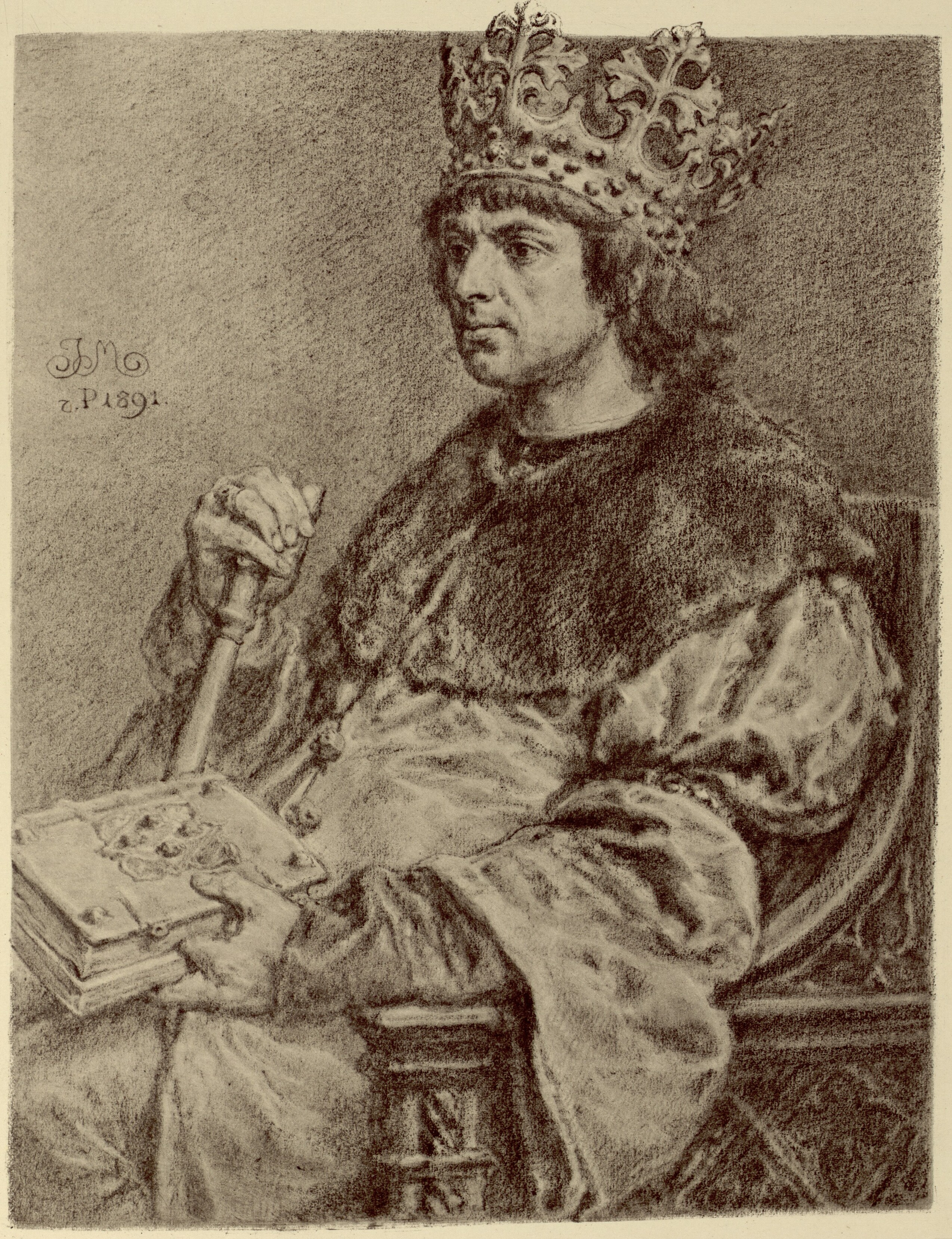
Aleksander Jagiellończyk

Wydarzenia polityczne w 1506 roku.

## Wydarzenia
- Zygmunt I Stary zostaje królem Polski po swoich dwóch starszych braciach[1].

## Urodzili się
- 1 lipca Ludwik II Jagiellończyk, król Czech i Węgier[2].

## Zmarli
- 19 sierpnia Aleksander Jagiellończyk, król Polski[3].
- 25 września Filip I Piękny, król Hiszpanii[4].